# Людина-крига
Людина-крига (інакше - Айсмен або Айсберг, справжнє ім'я - Боббі Луїс Дрейк; англ. Iceman, Robert Louis Drake) — вигаданий супергерой з коміксів американського видавництва Marvel Comics, член Людей Ікс. Створений письменником Стеном Лі та художником Джеком Кірбі, персонаж з'явився на світ у першому випуску Людей Ікс у вересні 1963. Надалі Людина-лід часто є в коміксах, анімаційних серіалах, фільмах і відеоіграх про Людей Ікс.

## Біографія
Боббі Дрейк дізнався про свої здібності до заморожування в ранньому дитинстві. Однак він приховував це від батьків, думаючи, що вони злякаються і зненавидять його. Одного разу Боббі зіткнувся з розлюченим биком, він був в жаху і, не усвідомлюючи, що його суперздатності поширюються на все, що він бачить, він перетворив бика в лід. Звістка про те, що трапилося, швидко рознеслися по маленькому містечку, де жила сім'я Боббі. У цей час уряд США запустив програму Вартових - гігантських роботів, які вистежували і знищували мутантів. Боббі злякався, що правоохоронці можуть заподіяти шкоду його сім'ї, і втік з дому. Однак правоохоронці вистежили його в Нью-Йорку, де Боббі сподівався сховатися.
Вони атакували автобус, в якому їхав хлопчик. Участь Боббі була майже вирішена, але йому на допомогу прийшли Люди Ікс. Вони відбили натиск Вартових і забрали Боббі в Інститут для Обдарованих Підлітків професора Ксав'єра. Боббі, не роздумуючи, приєднався до команди Людей Ікс.
Людина-лід став наймолодшим з учнів Ксавьера. Спочатку він був не впевнений у собі і з небажанням розвивав здібності, але завдяки наполегливим тренуванням він навчився керувати ними. На перший погляд, Боббі здавався безвідповідальним і недисциплінованим. Він вів себе безтурботно і відпускав жарти в розпал битви. Однак під маскою бравади приховувалося почуття незаслуженого болю, упереджень і самотності. Незважаючи на пережиті випробування, Боббі хотів захищати людей, які боялися і не довіряли йому.

## Альтернативний версії
Ultumate Marvel
Боббі був закоханий у Шельму, але через її здібності вони не могли бути разом. Одного разу він здуру цілує Кітті Прайд, побачивши це, Шельма б'є Кітті і йде разом з Гамбітом, який прийшов за нею. Після цього Боббі намагався забутися у відносинах з Кітті Прайд, але Кітті порвала з ним, дізнавшись, що Дрейк все ще любить Шельму і таємно з нею листується. Під час порятунку Поляріс, Бобі і Кітті помирилися і стали просто друзями. Незабаром Шельма повертається в інститут після смерті Гамбіту, і вони з Боббі знову разом. У коміксі Ultimate Spider-Man # 118, Боббі знаходить Кітті біля школи де він також зустрічає Пітера Паркера, Джонні Шторма, Мері Джейн , Ліз Аллен і Конга Макфарлайн. Джонні Шторм запрошує на пляж всіх, несподівано хлопці бачать, що Ліз перетворилася на живий факел, і раптово відлітає, Боббі вдається повернути дівчину на пляж. Але Ліз знову летить, Дрейк полетів за нею, а за ним і Людина-павук. Їм обом вдається заспокоїти Ліз, але несподівано вони зустрічають Магнето, який пропонує дівчині приєднатися до нього. Боббі та Пітер намагаються захистити Ліз, але Магнето їх долає. Пізніше звільнившись Боббі разом з Пітером приводять Людей-Ікс до будинку Ліз Аллен, і захищають її від Магнето. Під час Ультиматуму Боббі зумів вижити, після цього його вигнали батьки з дому. Дрейк ховався в підвалі будинку Кітті Прайд, але його знаходить матір Кітті і забороняє йому жити тут. Кітті приводить його в будинок Пітера, де його прихистила Тітка Мей, так само як і Джонні Шторма. У школі Боббі і Джонні видавали себе за кузенів Пітера Паркера.
Марвел Нуар 
Боббі виступив у X-Men Noir як один із Людей Ікс, банди талановитих злочинців. Він зображений дуже запальним та параноїдальним. Його прозвали «Людиною льодом», він сердито пред'являє, щоб інші називали його саме так через те, що він використовує кригоруб як зброю. 
Марвел 1602
Людина лід - Роберто Трефузіс у міні-серіалі Marvel 1602, член групи «відьмінів», заснованої Карлосом Хав'єром та виявленою Скотієм Саммеріслом. Він племінник водія флоту сера Френсіса Дрейка. Як і у всесвіті Marvel, він може набувати крижаної форми.
Старий Лоґан
Боббі показаний в Old Man Logan як одна з жертв Розамахи.

## Сили і здібності
Людина-крига здатний знижувати температуру свого тіла. Це проявляється не тільки внутрішньо, але й зовні. Він може випромінювати сильний холод і заморожувати предмети одним дотиком руки. До того ж, при бажанні, він сам може перетворюватися на лід і заморожувати вологе повітря навколо себе, а потім створювати з нього зброю - крижані снаряди, ножі і т. д. Організм Боббі Дрейка має високу стійкість до низьких температур, тому подібні перетворення НЕ завдають йому шкоди.
Такі здібності повинні були б вступати в протиріччя з фізичної теорією світу, згідно з якою «вилучене» в одному місці тепло зобов'язане з'явиться в іншому. Більше того, з урахуванням другого закону термодинаміки, «що з'явився» тепла виявиться навіть більше, ніж кількість віддаленого тепла (приклад - холодильник). Куди Людина-крига діває це тепло - ніяк не пояснюється.

## Людина-крига поза коміксами

### Телебачення
Людина-крига з'явився в наступних мультсеріалах:
- В одному епізоді мультсеріалу «The Marvel Super Heroes» (1966).
- Як один з трьох головних персонажів в мультсеріалі «Spider-Man and His Amazing Friends» (1981-1983), де був озвучений Френком Уелкером.
- У мультсеріалі 1992 року «Люди Ікс», де його озвучив Денніс Акаяма.
- Він з'явився в мультсеріалі «Люди Ікс: Еволюція». Його озвучив Ендрю Френсіс. Людина-лід мав виступати одним з восьми головних героїв, але був відкинутий на користь Шипа. У мультсеріалі, Людина-лід був новим мутантом і часто виступав як неофіційний лідер молодих мутантів.
- У мультсеріалі «Росомаха і Люди Ікс» Боббі Дрейк був одним з тих, хто залишив команду після того, як Інститут був знищений, але потім повернувся, незважаючи на заборону батьків. Трохи ледачий і поводиться як типовий підліток. Озвучив його актор Юрій Ловентал.
- У серіалі «The Super Hero Squad Show» його озвучив Шон Ешмор - актор, що зіграв Людину-лід в повнометражних фільмах.

### Фільми
- Трилогія «Люди Ікс» - Шон Ешмор. Боббі є одним з перших студентів, який починає проявляти інтерес до Шельми (Роуґ (Marvel Comics) ) ще в першому фільмі. У «Людях Ікс 2» він починає суперництво з Піро. Його стосунки з родиною також напружені, його брат навіть викликає поліцію, через те, що він мутант. В третій частині його стосунки з Шельмою погіршуються через дружбу Боббі з Кітті Прайд. Побачивши, як Боббі з Кітті "обіймаються" (вони зробили це тільки для того, щоб ракета пролетіла крізь них), Шельма відправляється за ліками. Він бере участь в останній битві проти армії Магнето, показавши свою справжню силу в бою проти Піро. У ході цього бою, здатність Боббі з перетворення тіла в крижану форму нарешті була показана, як в оригінальних коміксах. Після битви він бачить у своїй кімнаті Шельму, яка вже встигла прийняти ліки, їх стосунки пішли на лад.

### Відеоігри
Відеоігри, де з'явився персонаж:
- Fantastic Four (1997)* X-Men: Children of the Atom (1994)
- Marvel vs. Capcom 2: New Age of Heroes (2000)
- X-Men Legends II: Rise of Apocalypse (2005)
- X-Men: The Official Game (2006)
- Marvel: Ultimate Alliance (2006)
- Marvel: Ultimate Alliance 2 (2009)
- X-Men: Destiny (2011)

### Книги
- Людина-лід - один з персонажів у новелі «Люди Ікс: Остання битва», де він рятує Піро від Джин Грей.